# Марш-ан-Фамен (округ)
Адміністративний округ Марш-ан-Фамен — один із п'яти округів провінції Бельгії Люксембург, регіон Валлонія. Площа округу – 953,69 км², населення – 54 214 осіб.

## Географія
Округ розташований на півночі провінції, межує з округами Юї та Верв'є провінції Льєж та округом Дінан провінції Намюр.

## Комуни округу
| Комуна          | Французька назва    | Населення, чол. (2015) | Площа, км² |
| --------------- | ------------------- | ---------------------- | ---------- |
| Дюрбюї          | Durbuy              | 11 326                 | 156,61     |
| Ерезе           | Érezée              | 3154                   | 78,44      |
| Отон            | Hotton              | 5729                   | 57,32      |
| Ла Рош-ан-Арден | La Roche-en-Ardenne | 4249                   | 147,52     |
| Мане            | Manhay              | 3460                   | 119,81     |
| Марш-ан-Фамен   | Marche-en-Famenne   | 17 454                 | 121,40     |
| Насонь          | Nassogne            | 5310                   | 111,96     |
| Ранде           | Rendeux             | 2836                   | 68,83      |
| Тенвіль         | Tenneville          | 2700                   | 91,81      |

## Населення
На 2011 рік в окрузі проживало 54 797 осіб, з них 18,13 % молодше 14 років, 19,39 % — від 15 до 29 років, 18,90 % — від 30 до 44, 21,75 % — від 45 до 59 років, 21,84% старше 60. Домашніх господарств — 22560.
| Населення округу в XIX-XXI століттях |
| ------------------------------------ |
|                                      |